# Biçmekaya
Biçmekaya ist ein Dorf (Köy) im Landkreis Pertek der türkischen Provinz Tunceli. Im Jahr 2011 lebten in Biçmekaya 104 Menschen.